# CFS Guardians 2019
Questa voce raccoglie le informazioni riguardanti i CFS Guardians nelle competizioni ufficiali della stagione 2019.

## Maschile

### Divízió II 2019

#### Stagione regolare
| 17 marzo 2019 1ª giornata | Jászberény Wolverines | 0 – 36 | CFS Guardians |  |

| 14 aprile 2019 5ª giornata | CFS Guardians | 20 – 55 | Miskolc Renegades |  |

| 21 aprile 2019 6ª giornata | Diósd Saints | 0 – 20 | CFS Guardians |  |

| 19 maggio 2019 8ª giornata | CFS Guardians | 24 – 7 | Kaposvár Hornets |  |

| 26 maggio 2019 9ª giornata | Rebels Oldboys | 54 – 20 | CFS Guardians |  |

| 16 giugno 2019 12ª giornata | CFS Guardians | 8 – 27 | VSD Rangers |  |

### Statistiche di squadra
| Competizione      | %Vittorie | In casa | In casa | In casa | In casa | In casa | In casa | In trasferta | In trasferta | In trasferta | In trasferta | In trasferta | In trasferta | Totale | Totale | Totale | Totale | Totale | Totale |
| Competizione      | %Vittorie | G       | V       | N       | P       | Pf      | Ps      | G            | V            | N            | P            | Pf           | Ps           | G      | V      | N      | P      | Pf     | Ps     |
| ----------------- | --------- | ------- | ------- | ------- | ------- | ------- | ------- | ------------ | ------------ | ------------ | ------------ | ------------ | ------------ | ------ | ------ | ------ | ------ | ------ | ------ |
| Stagione regolare | .500      | 3       | 1       | 0       | 2       | 52      | 89      | 3            | 2            | 0            | 1            | 76           | 54           | 6      | 3      | 0      | 3      | 128    | 143    |
| Totale            | .500      | 2       | 1       | 0       | 2       | 52      | 89      | 3            | 2            | 0            | 1            | 76           | 54           | 6      | 3      | 0      | 3      | 128    | 143    |